# Dominik Tomczyk
Pour les articles homonymes, voir Tomczyk.
Dominik Tomczyk, né le 15 avril 1974, à Wrocław, en Pologne, est un ancien joueur de basket-ball polonais. Il évolue aux postes d'ailier et d'ailier fort. 

## Palmarès
- Coupe de Pologne 1989, 1990, 1992, 1997, 2004, 2005